# Coupe Kirin 1999
La Kirin Cup 1999 est la vingtième édition de la Coupe Kirin. Elle se déroule en mai et juin 1999. Elle oppose le Japon, la Belgique et le Pérou.

## Résultats
| 30 mai 1999 | Pérou      | 1 – 1 | Belgique   | Kyoto               |                     |
|             | Maestri 6e |       | Tanghe 28e | Spectateurs : 9 262 | Spectateurs : 9 262 |

| 3 juin 1999 | Japon | 0 – 0 | Belgique | Tokyo                |
|             |       |       |          | Spectateurs : 55 000 |

| 6 juin 1999 | Japon | 0 – 0 | Pérou | Yokohama             |
|             |       |       |       | Spectateurs : 67 000 |

## Tableau
| Équipe   | Pts | J | V | N | D | Bp | Bc | Dif |
| -------- | --- | - | - | - | - | -- | -- | --- |
| Belgique | 2   | 2 | 0 | 2 | 0 | 1  | 1  | 0   |
| Pérou    | 2   | 2 | 0 | 2 | 0 | 1  | 1  | 0   |
| Japon    | 2   | 2 | 0 | 2 | 0 | 0  | 0  | 0   |

## Vainqueur
| Vainqueurs Kirin Cup 1999 Pérou 1er titre | Vainqueurs Kirin Cup 1999 Belgique 1er titre |